# 是枝昭男
是枝 昭男（これえだ あきお）は、日本のアマチュア野球選手、鹿児島放送（KKB）の野球解説員。鹿児島県谷山市（現鹿児島市）出身。

## プロフィール
- 鹿児島市立谷山中学校、鹿児島高等学校を経て、1959年に鹿児島市交通局に就職し社会人野球の鹿児島市電で捕手としてプレー[1]。当時の監督は入部久男。日本通運の堀本律雄（のち読売ジャイアンツ）と対戦してその速球に驚いたことでプロの道を断念した。1962年の硬式野球部解散までプレーする。2001年に農業委員会を最後に市職員を退職。
- 鹿児島放送の高校野球中継で解説を長くつとめた。鹿児島弁なまりが強く、興奮するとそれがより顕著になる。また、鹿児島の文化や風土になぞらえた解説をすることが多い（錦江湾の潮がどんどん満ちて　等）。
- 2006年の夏の甲子園において、2回戦の鹿児島工業対高知商業戦で解説をつとめた際、鹿児島工業の得点シーンで喜びのあまりに歌いだすなど、解説者らしからぬ興奮ぶりが動画サイトで話題となった。

## 名言集
- 「いやったーーーーーーーーーー！！！わーーー！！んじゃかじゃっじゃんっじゃがじゃっじゃだっじゃがじゃっじゃじゃっじゃ。んだじゃっじゃんっじゃじゃじゃこりゃ」
- 「また今村も走ったいな～～～！フゥーーーーーーーーー！千両役者じゃがぁーーー。フゥーー！じゃっどーー」
- 「錦江湾の潮がどんどん満ちっくっどこわなぁ!！満ちることはあっても引くことはない！ 」（いずれも第88回全国高等学校野球選手権大会、鹿児島工VS高知商）